# Clavatula quinteni
Clavatula quinteni là một loài ốc biển, là động vật thân mềm chân bụng sống ở biển thuộc họ Clavatulidae.